# Inmigración en Francia

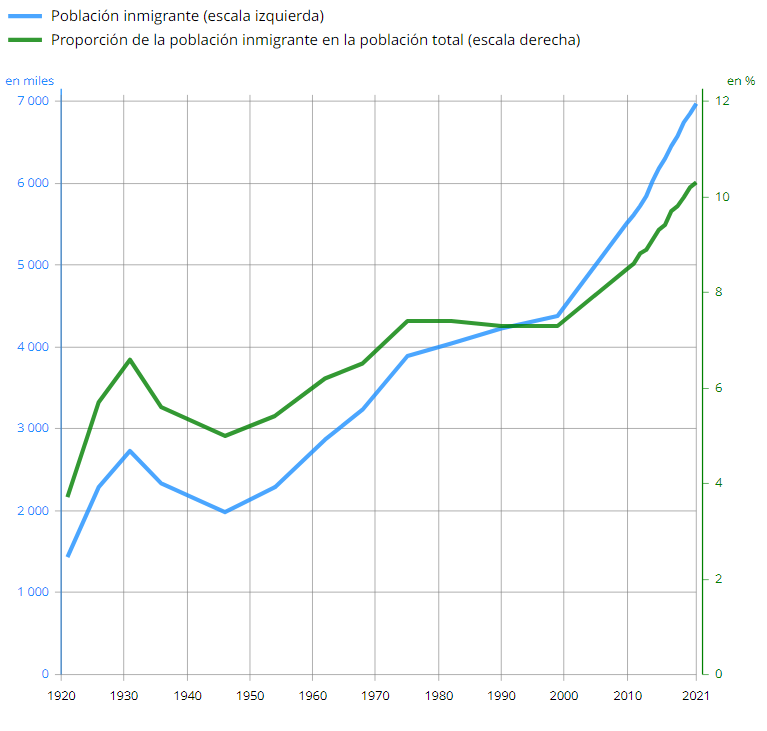
Evolución del porcentaje de la población inmigrante en Francia (1912-2021).

Según el Instituto Nacional de Estadística y de Estudios Económicos (INSEE) el censo de 2018 contabilizó casi 9 millones de inmigrantes (nacidos en el extranjero) en Francia, lo que representa el 14 % de la población total. Eurostat estimó la población nacida en el extranjero en 9,1 millones, lo que corresponde al 14,1 % de la población francesa en enero de 2019, que es la tercera mayor población nacida en el extranjero en Europa después de Alemania y Rusia.
Francia tiene la mayor población árabe (6 a 7 millones), musulmana (6-8 millones), africana (8 millones) y judía (600.000) de Europa. Francia también tiene inmigración europea con al menos 6 millones de franceses de origen italiano, 4 millones de origen español y 3 millones de origen portuguesa. En 2008, un censo anterior del INSEE estimó que 7,8 millones de inmigrantes nacidos en el extranjero y 7,5 millones de descendientes directos de inmigrantes (nacidos en Francia con al menos un progenitor inmigrante) vivían en Francia, lo que representa un total de 14,8 millones de personas, es decir, el 25 % de la población total de la Francia metropolitana (62,1 millones en 2008). Entre ellos, unos 5,5 millones son de origen europeo (portugueses, españoles, italianos, británicos y varias personas de países de Europa del Este.), 6 millones de origen norteafricano (ya sea árabe-bereber), 2 millones de origen subsahariano y 1 millón de origen turco.
La zona con mayor proporción de inmigrantes es el área urbana parisina (Gran París), donde vivían casi el 40 % de los inmigrantes en 2012. Otras regiones con importante población inmigrante son Auvernia-Ródano-Alpes y Provenza-Alpes-Costa Azul.
La Isla de Francia, también llamada Región Parisina, es un imán para los inmigrantes, ya que acoge una de las mayores concentraciones de inmigrantes de Europa. En 2006, cerca del 45 % de las personas (6 millones) que vivían en la región eran inmigrantes (25 %) o habían nacido de al menos un progenitor inmigrante (20 %). Para 2015, alrededor del 54% de las personas (7 millones) que vivían en la región Parisina eran inmigrantes (34%) o nacieron de al menos un padre inmigrante (20%), que es la mayor población nacida en el extranjero y de origen inmigrante en Europa, por delante de Londres.
Entre los 802 000 recién nacidos en la Francia metropolitana en 2010, el 27,3 % tenía uno o ambos progenitores nacidos en el extranjero, y aproximadamente una cuarta parte (23,9 %) tenía uno o ambos progenitores nacidos fuera de Europa. Incluyendo a los abuelos, alrededor del 22% de los recién nacidos en Francia entre 2006 y 2008 tenían al menos un abuelo nacido en el extranjero (9 % nacido en otro país europeo, 8 % nacido en el Magreb y 2 % nacido en otra región del mundo).
Según el Financial Times, en 2022, a través de la OCDE, los países con la mayor proporción de población nacida en el extranjero y personas con al menos un padre nacido en el extranjero fueron: Suiza con el 47% (31% nacidos en el extranjero y 16% personas con un padre extranjero). padre nacido) seguido por Suecia con 31% (21% nacido en el extranjero y 10% con un padre nacido en el extranjero), Austria 30% (18% nacido en el extranjero y 12% con un padre nacido en el extranjero), Francia 27% (12% nacido en el extranjero). y 15% con un padre nacido en el extranjero), Estados Unidos 26% (14% nacido en el extranjero y 12% con un padre nacido en el extranjero), Bélgica 25% (14% nacido en el extranjero y 11% con un padre nacido en el extranjero), Alemania 24 % (16% nacidos en el extranjero y 8% con un padre nacido en el extranjero) y el Reino Unido con un 23% (13% nacidos en el extranjero y 10% con un padre nacido en el extranjero).

## Definiciones
Para la ONU, un inmigrante es «una persona nacida en otro país de donde reside». En Francia, el INSEE utiliza la definición más restrictiva propuesta por el Consejo Superior para la Integración en 1991, según la cual un inmigrante es una «persona extranjera nacida en el extranjero e ingresada en Francia en esa capacidad con el fin de establecerse en territorio francés de forma sostenible».

## Historia
La dinámica demográfica francesa comenzó a cambiar a mediados del siglo XIX, cuando Francia se incorporó a la Revolución Industrial. El ritmo de crecimiento industrial atrajo a millones de inmigrantes europeos a lo largo del siglo siguiente, con un número especialmente elevado de personas procedentes de Polonia, Bélgica, Portugal, Italia y España. Tras la Primera Guerra Mundial, en la que Francia sufrió seis millones de bajas, llegó un número importante de trabajadores de las colonias francesas. En 1930, sólo la región de París contaba con una población musulmana norteafricana de 70 000 personas.

### Posguerra-1974
Justo después de la Segunda Guerra Mundial, la inmigración a Francia aumentó considerablemente. Durante el periodo de reconstrucción, Francia carecía de mano de obra, por lo que el gobierno francés se afanó en reclutar inmigrantes procedentes de toda Europa, América, África y Asia.
Aunque había presencia de vietnamitas en Francia desde finales del siglo XIX (sobre todo estudiantes y trabajadores), una oleada de vietnamitas emigró al país tras la batalla de Dien Bien Phu y los Acuerdos de Ginebra, que concedieron a Vietnam su independencia de Francia en 1954. Estos emigrantes eran leales al gobierno colonial y estaban casados con colonos franceses. Tras la partición de Vietnam, siguieron llegando a Francia estudiantes y profesionales de Vietnam del Sur. Aunque muchos regresaron al país al cabo de unos años, al agravarse la situación de la guerra de Vietnam, la mayoría decidió quedarse en Francia y traer también a sus familias.
En este periodo también se produjo una importante oleada de inmigrantes procedentes de Argelia. Al comenzar la guerra de independencia de Argelia en 1954, ya había 200 000 inmigrantes argelinos en Francia. Sin embargo, debido a la tensión entre los argelinos y los franceses, estos inmigrantes dejaron de ser bienvenidos. Este conflicto entre los dos bandos condujo a la Masacre de París del 17 de octubre de 1961, cuando la policía utilizó la fuerza contra una manifestación argelina en las calles de París. Después de la guerra, tras la independencia de Argelia, se volvió a permitir la libre circulación entre Francia y Argelia, y el número de inmigrantes argelinos comenzó a aumentar drásticamente. De 1962 a 1975, la población de inmigrantes argelinos pasó de 350 000 a 700 000 personas. Muchos de estos inmigrantes eran conocidos como los harkis, y los otros eran conocidos como los pieds-noirs. Los harkis eran argelinos que apoyaron a los franceses durante la Guerra de Argelia; una vez terminada la guerra, estaban profundamente resentidos por otros argelinos, por lo que tuvieron que huir a Francia. Los pieds-noirs eran colonos europeos que se trasladaron a Argelia, pero volvieron a emigrar a Francia desde 1962, cuando Argelia declaró su independencia.
Además, el número de inmigrantes pakistaníes y japoneses también aumentó durante este periodo. También hubo un gran número de estudiantes y trabajadores procedentes de las antiguas colonias francesas en África.
Con esta afluencia masiva de inmigrantes, Francia se convirtió en un asilo para refugiados. Según la convención de Ginebra, se concedía el estatus de refugiado a cuatro de cada cinco inmigrantes solicitantes. Muchos de estos refugiados procedían de países de Europa del Este (por ejemplo, Hungría) y América Latina, porque temían la dictadura de sus países de origen.
Aunque la mayoría de los inmigrantes de esta época procedían de regiones rurales, sólo el 6 % de ellos estaban dispuestos a trabajar en la agricultura. Aproximadamente dos tercios de los inmigrantes trabajaban en la minería, la siderurgia, la construcción y la industria del automóvil. Aproximadamente el 12 % de los inmigrantes varones y la mayoría de las mujeres inmigrantes trabajaban en el servicio doméstico, la restauración y el comercio (como en el caso de las mujeres francesas, una mujer que trabajaba estaba sujeta a la autorización de su marido hasta 1965). Los inmigrantes menores y mayores de edad solían trabajar en la artesanía y los pequeños oficios.
En abril de 2025, una encuesta realizada por el Instituto CSA reveló que la mayoría de la población francesa deseaba condiciones más estrictas para acceder al asilo en Francia.

### 1974-presente
Durante la década de 1970, Francia se enfrentó simultáneamente a la crisis económica y permitió a los inmigrantes (en su mayoría procedentes del mundo musulmán) instalarse permanentemente en Francia con sus familias y adquirir la ciudadanía francesa. Esto provocó que cientos de miles de musulmanes, especialmente en las grandes ciudades, vivieran en viviendas públicas subvencionadas y sufrieran unas tasas de desempleo muy elevadas. Paralelamente, Francia renunció a su política de asimilación y, en su lugar, aplicó una política de integración.
En 1974, Francia restringió la inmigración procedente de sus antiguas colonias.
Según una encuesta de Ipsos de septiembre de 2019, el 65 % respondió que aceptar a más inmigrantes no mejorará la situación de Francia y el 45% respondió privará a los franceses de los servicios sociales.
En 2019, el 46,5% de todos los inmigrantes habían nacido en África, el 35,3 % en Europa, el 14,7 % en Asia y el 5,4 % en América y Oceanía. En 2020, la tasa de empleo de los extracomunitarios era inferior al 50 % en las regiones del sur y el suroeste de Francia y en las regiones del norte y el noreste, y solo superaba el 65% en la región de Borgoña-Franco Condado.
En mayo de 2025, según el INSEE, es entre los inmigrantes africanos donde el aumento del nivel de educación es más fuerte. En la actualidad, uno de cada dos inmigrantes africanos tiene un diploma de educación superior, en comparación con poco menos de uno de cada tres en 2006.

## Flujos de inmigración

### Por región de origen
La inmigración a Francia superó los 200.000 en los últimos años, como se muestra en el cuadro siguiente.
| Flujo de inmigración anual en Francia por área de origen (INED 2008 y 2018) | Flujo de inmigración anual en Francia por área de origen (INED 2008 y 2018) | Flujo de inmigración anual en Francia por área de origen (INED 2008 y 2018) | Flujo de inmigración anual en Francia por área de origen (INED 2008 y 2018) |
|                                                                             | Área de origen                                                              | Población (2018)                                                            | Población (2008)                                                            |
| --------------------------------------------------------------------------- | --------------------------------------------------------------------------- | --------------------------------------------------------------------------- | --------------------------------------------------------------------------- |
| 1                                                                           | Europa                                                                      | 93 000                                                                      | 80 330                                                                      |
| 2                                                                           | África                                                                      | 106 000                                                                     | 63 470                                                                      |
| 3                                                                           | Asia                                                                        | 46 900                                                                      | 30 180                                                                      |
| 4                                                                           | América y Oceanía                                                           | 27 000                                                                      | 21 440                                                                      |
|                                                                             | Total                                                                       | 273 000                                                                     | 195 420                                                                     |

### Por país
| Puesto | País                   | 2018      | Núcleos                                                                                               |
| ------ | ---------------------- | --------- | --- |
|        | Total                  | 6 488 762 | |
| −      | Resto de países        | 1 547 687 | Japoneses en Francia Chilenos en Francia Brasileños en Francia Mexicanos en Francia Chinos en Francia |
| −      | Otros países africanos | 1 029 620 | |
| 1      | Argelia                | 838 703   | Argelinos en Francia                                                                                  |
| 2      | Marruecos              | 784 818   | Marroquíes en Francia                                                                                 |
| −      | Otros países de la UE  | 610 441   | |
| 3      | Portugal               | 610 206   | Portugueses en Francia                                                                                |
| 4      | Túnez                  | 290 837   | Tunecinos en Francia                                                                                  |
| 5      | Italia                 | 286 115   | Italianos en Francia                                                                                  |
| 6      | Turquía                | 245 233   | Turcos en Francia                                                                                     |
| 7      | España                 | 245 102   | Españoles en Francia                                                                                  |

### [7]Referencias
1. ↑  «L'essentiel sur... les immigrés et les étrangers  | Insee». www.insee.fr. Consultado el 6 de marzo de 2022.
2. ↑  «Étrangers - Immigrés − Tableaux de l'économie française | Insee». www.insee.fr (en francés). Consultado el 3 de marzo de 2019.
3. ↑  «File:Foreign-born population by country of birth, 1 January 2019 (¹).png - Statistics Explained». ec.europa.eu (en inglés). Consultado el 3 de marzo de 2019.
4. ↑  Être né en France d'un parent immigré, fr, n°1287, mars 2010, Catherine Borrel et Bertrand Lhommeau, Insee
5. ↑  Répartition des immigrés par pays de naissance 2008, Insee, October 2011
6. ↑  «La localisation géographique des immigrés - Insee Première - 1591». www.insee.fr (en francés). Consultado el 31 de marzo de 2018.
7. 1 2  Les descendants d'immigrés vivant en Île-de-France Archivado el 28 de octubre de 2011 en Wayback Machine., IAU Idf, Note rapide Société, n° 531
8. ↑  Gobierno de Francia (ed.). «IMG2 – Lugar de nacimiento del extranjero según la nacionalidad». VER (en francés). Consultado el 4 de mayo de 2008.
9. ↑  Gobierno de Francia (ed.). «Tablero de síntesis sobre el nombre de extranjeros e inmigrantes» (XLS). VER (en francés). Consultado el 4 de mayo de 2008.
10. ↑  Naissances selon le pays de naissance des parents 2010, INSEE,  septiembre de 2011
11. ↑  (en francés) Les immigrés, les descendants d'immigrés et leurs enfants, Pascale Breuil-Genier, Catherine Borrel, Bertrand Lhommeau, Insee 2011
12. ↑  HCI (2013). «Mots de l'intégration» (en francés). Archivado desde el original el 27 de septiembre de 2013. Consultado el 28 de noviembre de 2013.
13. ↑  "Transactions of the American Philosophical Society. III. French Government and the Refugees". American Philosophical Society, James E. Hassell (1991). p.22. ISBN 0-87169-817-X
14. ↑  Goebel, Anti-Imperial Metropolis, p. 21.
15. ↑  (en francés) La Diaspora Vietnamienne en France un cas particulier Archivado el 3 de diciembre de 2013 en Wayback Machine.
16. ↑  «En 1962, lors de l'Indépendance, ils sont 350 000. En 1975 les émigrants algériens sont 710 000 et constituent le deuxième groupe d'étrangers après les Portugais.» «De 1945 à 1975.» «Copia archivada». Archivado desde el original el 12 de septiembre de 2011. Consultado el 22 de febrero de 2012.
17. ↑  «Il y a 50 ans, les femmes pouvaient enfin travailler sans l'accord de leur mari - Elle Active» (en francés). 13 de julio de 2015.
18. ↑  "Le film: deux siècles d'histoire de l'immigration en France." http://www.histoire-immigration.fr/histoire-de-l-immigration/le-film Archivado el 2 de enero de 2017 en Wayback Machine.
19. ↑  "SONDAGE - Immigration : 61 % des Français veulent restreindre le droit d’asile de abril 2025/https://www.lejdd.fr/politique/sondage-immigration-61-des-francais-veulent-restreindre-le-droit-dasile-157175 Archivado el Error: tiempo inválido en Wayback Machine.
20. ↑  Yvonne Yazbeck Haddad and Michael J. Balz, "The October Riots in France: A Failed Immigration Policy or the Empire Strikes Back?" International Migration (2006) 44#2 pp 23–34.
21. ↑  (en inglés) Sylvia Zappi, "French Government Revives Assimilation Policy", in Migration Policy Institute  Archivado el 30 de enero de 2015 en Wayback Machine. 1 de octubre de 2003
22. ↑  Cooper, Frederick (24 de enero de 2018). «The Politics of Decolonization in French and British West Africa». Oxford Research Encyclopedia of African History (en inglés). ISBN 9780190277734. doi:10.1093/acrefore/9780190277734.013.111. Consultado el 27 de abril de 2021.
23. ↑  «La France en tête des pays en attente d'un leader " fort " pour " casser les règles "». Ipsos (en fr-fr). Archivado desde el original el 25 de abril de 2022. Consultado el 17 de septiembre de 2019.
24. ↑  «Labour market integration of migrants: regional employment rate». ec.europa.eu (en inglés británico). Consultado el 21 de junio de 2021.
25. ↑  «France: les immigrés sont de plus en plus diplômés et viennent principalement d'Afrique». rfi.fr (en fr-FR). Consultado el 23 de mayo de 2025.
26. ↑  Qui sont les nouveaux immigrés qui vivent en France, Ined, 2011
27. ↑  http://www.ine.es/jaxi/Datos.htm?path=/t20/e245/p08/l0/&file=03005.px
28. 1 2  «Immigrants by country of birth». Ined - Institut national d’études démographiques (en inglés). Consultado el 6 de marzo de 2022.

- Datos: Q3149092